# みちのく風土記の丘資料館
みちのく風土記の丘資料館（みちのくふうどきのおかしりょうかん）は、山形県尾花沢市にある資料館である。

## 概要
おくのほそ道の関連資料や縄文遺跡、尾花沢開拓などの歴史資料、農民具、玩具などを展示している。
建物は200年以上昔に建てられた民家をそのまま資料館としたものである。建物には「火の鳥」のモニュメントも存在し、尾花沢市の夢と希望のシンボルの象徴として造られたもの。

## 入館料
- 個人
  - 大人 300円、子供 200円
- 団体（10名以上）
  - 大人 200円、子供 100円[1]

## 開館時間
- 10時00分〜

## 休館日
- 火曜日

## アクセス
- 車
  - JR東日本奥羽本線・大石田駅から15分[2]

## 周辺
- 国道13号
- 尾花沢病院